# Borogani, Leova
Borogani este un sat din raionul Leova, Republica Moldova.

## Descriere
Așezat în sudul Republicii Moldova, satul Borogani se află la 128 km distanță de Chișinău și la 8 km de stația de cale ferată Iargara (Leova). Satul este așezat într-o regiune cu relief ce constă din dealuri, mici coline și șes; pe râulețul Ialpugel, afluent al râului Ialpug.

## Cronologie
Există mai multe variante privitor la atestarea satului în istorie: 1612, 1765, 1790, etc., sub denumiri diferite: Borgana, Bărgăoani din Codrul Tigheciului, pământul Buraganului - acești ani au fost menționați în izvoarele acelor timpuri. Potrivit ultimelor cercetări, realizate de către autorul cărții "Borogani" (1994), Vasile Gajos, mai aproape de adevăr este data de 5 iulie 1765.
Denumirea satului are la bază mai multe legende, la fel ca și cronologia. Conform uneia, denumirea ar proveni de la conducătorul unui trib al tătarilor nogai care și-au menținut prezența în stepa Bugeacului pe parcursul multor decenii, jefuind o parte din pământurile Moldovei.
Ocuparea de către tătarii nogai a unei părți din ținutul Tigheci a întâlnit o puternică rezistență din partea populației, dar numele „Borogani” s-ar fi lipit de acest loc. Din spusele bătrânilor, primii locuitori ai satului ar fi construit casele din bârne, numite „bologani”, de aici rezultând și „Borogani”.
O altă legendă vorbește despre strămoșii borogănenilor ca fiind veniți din câmpia Bărăganului, de la Dunăre. Versiunea pare a fi cea mai plauzibilă pentru că pe parcursul sec.XIV-XVIII, în contextul relațiilor internaționale, romănii migrau în cadrul Țărilor Românești. O atare deplasare a fost din Muntenia spre Moldova, grație așezării geopolitice favorabile. Multe familii de țărani își găseau refugiu de sub jugul turcesc pe teritorii puțin populate din Basarabia. Această versiune este justificată și prin numele pur românești a primilor locuitori ai satului - Casapu și Cașu - care ar fi păstrat denumirea locului de unde au venit, din câmpia Bărăganului.
Dramaticul an 1856, prin hotărârea Păcii de la Paris, dezbină satul în două părți. În urma Tratatului semnat la Paris între Imperiul Rus și Imperiul Otoman, după înfrângerea Imperiului Rus în războiul Crimeii din 1853-1856, trei județe din sudul Basarabiei trecuseră în componența Principatelor Române suzerane Imperiului Otoman, iar frontiera fusese stabilită chiar prin centrul satului Borogani, pe linia râulețului Ialpugel, până la pod iar de aici granița continuă pe șoseaua care duce spre localitatea găgăuză Comrat. Partea de nord a satului fusese numită „Boroganiul rusesc” iar partea de sud - „Boroganiul românesc”.
Astfel a fost nevoie de construcția a două școli, a apărut al doilea cimitir, acestea existând și acum.

## Demografie

### Structura etnică
Structura etnică a localității conform recensământului populației din 2004:
| Grup etnic                                               | Populație | % Procentaj  |
| -------------------------------------------------------- | --------- | ------------ |
| Băștinași declarați Moldoveni Băștinași declarați Români | 5432 40   | 98,45% 0,20% |
| Ruși                                                     | 80        | 0,44%        |
| Găgăuzi                                                  | 50        | 0,44%        |
| Ucraineni                                                | 13        | 0,15%        |
| Bulgari                                                  | 8         | 0,13%        |
| Alții                                                    | 10        | 0,18%        |
| Total                                                    | 6800      |              |

## Administrație și politică
Componența Consiliului local Borogani (13 consilieri), ales la 5 noiembrie 2023, este următoarea:
|  | Partid                            | Consilieri | Componență | Componență | Componență | Componență | Componență | Componență | Componență | Componență | Componență | Componență | Componență | Componență |
|  | --------------------------------- | ---------- | ---------- | ---------- | ---------- | ---------- | ---------- | ---------- | ---------- | ---------- | ---------- | ---------- | ---------- | ---------- |
|  | Partidul Social Democrat European | 12         |            |            |            |            |            |            |            |            |            |            |            |            |
|  | Liga Orașelor și Comunelor        | 1          |            |            |            |            |            |            |            |            |            |            |            |            |

## Biserica "Sfinții Voievozi Mihail si Gavril", satul Borogani
Biserica veche a fost zidită în anul 1811 din lemn. Lucrările la biserica nouă au început în 1989, după un proiect din regiunea Lvov. În 1990 a fost construită biserica, la fundament e piatră din but, pe din afară e cărămidă din silicat și în interior cărămidă roșie.
În anul 1990 a fost sfințit locul și pusă piatra de temelie de către mitropolitul Vladimir al Moldovei, cu participarea preoților din Republica Moldova. Lucrările din interior și exterior s-au finisat în anul 1994. Are 9 metri în lățime și 26 m în lungime. În 1993 au avut loc lucrările de tencuială și în 94 a fost pictată de pictorul V. Sandu. Meșterul Nicolae din raionul Ismail a amenajat ograda și gardul în 1994.
Biserica a fost ctitorită de consăteni și președintele asociației Gheorghe Ciobanu, iar fostul președinte Mircea Snegur a contribuit cu echivalentul unui salariu de-al său pe o lună.
Biserica e construită în formă de corabie cu 5 cupole, unu în mijloc și patru prin părți. Cupola principală ține policandrul. Din Biserica veche s-a păstrat capacul de pe „Mormântul lui Isus Hristos”. E construită în stil realistic. Clopotele sunt returnate la Iași, după modelul celor vechi.
Multe obiecte din biserică se păstrează în satului din s. Borogani. Numărul total al obiectelor de patrimoniu constituie – 560 exemplare. Sunt: obiecte numismatice, arheologice, etnografice, fotografii, documente, piese de mobilier, cărți vechi și manuscrise, periodice, arme și armuri, filatelie, etc.